# 棘肌
棘肌（Spinalis）是豎脊肌中最靠近脊柱的一部份肌肉和腱，分成三個部份。 

## 背棘肌
背棘肌（Musculus spinalis dorsi）是由豎脊肌接上來的一段，幾乎不能被獨自看成一塊肌肉。
背棘肌在背最長肌（Musculus longissimus dorsi）的內側，且相當混雜在一起；以三或四條腱起始於頭兩根腰椎和末兩根胸椎的棘突上，之中形成一塊小肌肉，再分開以分別的腱附著至上方四至八根不等的胸椎的棘突上。
背棘肌和背半棘肌（Musculus semispinalis dorsi）相當混雜，位於背半棘肌之下。

## 頸棘肌
頸棘肌（Musculus spinalis cervicis）是條不定的肌肉，起始於項韌帶的下部，第七段頸椎的棘突，有時還包括第一段和第二段胸椎的棘突之上；並附著至樞椎的棘突，偶爾還至之下兩段脊椎的棘突之上。

## 頭棘肌
頭棘肌（Musculus Spinaliscapitis）通常和頭半棘肌（Musculus Semispinaliscapitis）不可分地相連著。

## 外部連結
- eMedicine Dictionary上的spinalis+%28muscle%29
- Dissection at ithaca.edu （页面存档备份，存于）

本條目包含來自屬於公共領域版本的《格雷氏解剖學》之內容，而其中有些資訊可能已經過時。